# Khojiakbar Alijonov
Khojiakbar Alijonov (Tashkent, 19 de abril de 1997) es un futbolista uzbeko que juega en la demarcación de lateral derecho para el Pakhtakor Tashkent FK de la Super Liga de Uzbekistán.

## Selección nacional
Tras jugar con la selección de fútbol sub-19 de Uzbekistán y con la sub-23, debutó con la selección absoluta el 7 de junio de 2019. Lo hizo en un partido amistoso contra Corea del Norte que finalizó con un resultado de 4-0 a favor del combinado uzbeko tras los goles de Dostonbek Tursunov, Temurkhuja Abdukholiqov, Odil Ajmédov y de Igor Sergeev.

## Clubes
| Club                  | País       | Año   | Partidos | Goles |
| --------------------- | ---------- | ----- | -------- | ----- |
| Pakhtakor Tashkent FK | Uzbekistán | 2017- | 187      | 8     |